# Serretelle
Il Serretelle (o Corvo) è un torrente della Campania, affluente di sinistra del Calore Irpino. Il suo corso, lungo 19 km, ricade nelle province di Benevento e, in misura minore, di Avellino.

## Percorso
Il torrente ha origine da più sorgenti sui monti del Partenio, quasi tutte nel territorio comunale di Pannarano. Le acque di quelle a quota più alta, fra cui l'Acqua delle Vene (1170  m s.l.m.), discendono in direzione nord, attraverso i boschi dell'Oasi Montagna di Sopra, e si riuniscono in un unico corso che più a valle lambisce il centro abitato di Pannarano, quindi si trova a segnare il confine con il comune di Roccabascerana (sulla sponda destra). Altre, nel settore nordoccidentale del territorio comunale, costituiscono un ruscello detto Acqualta il quale, nel suo tratto più basso, ha sulla sinistra il territorio comunale di San Martino Valle Caudina: da qui esso riceve le acque del torrente Caudino. Poco oltre si ha la confluenza fra i due corsi d'acqua, coincidente con il termine del territorio comunale di Pannarano.
All'incirca a partire da questo punto il Serretelle, ormai raccoltosi in un unico torrente, segna con il suo fondale ghiaioso il fondovalle di un territorio collinare, costituito da sabbia, arenaria e altre rocce detritiche. Da un punto di vista amministrativo si trova sempre lungo confini comunali, tenendo sulla sinistra i territori di San Martino Valle Caudina, Montesarchio, Apollosa; sulla destra quelli di Roccabascerana, Ceppaloni, San Leucio del Sannio. In questo tratto il Serretelle attraversa l'agglomerato di Tufara Valle e lambisce quello limitrofo di Tressanti. Il torrente infine fa ingresso nel territorio comunale di Benevento, toccando le località abitate di Epitaffio e Pontecorvo; il fondovalle si apre gradualmente verso la piana del fiume Calore, e il Serretelle termina il suo corso riversandosi in quest'ultimo, a ovest della collina della Gran Potenza. L'ultimo tratto rientra nell'Oasi Zone Umide Beneventane.
Particolarmente ricco di fossili risulta il tratto al confine fra San Martino Valle Caudina e Roccabascerana: nelle sue vicinanze sono stati rinvenuti esemplari del Mesozoico, prevalentemente gasteropodi e lamellibranchi.

## Il rapporto con la via Appia

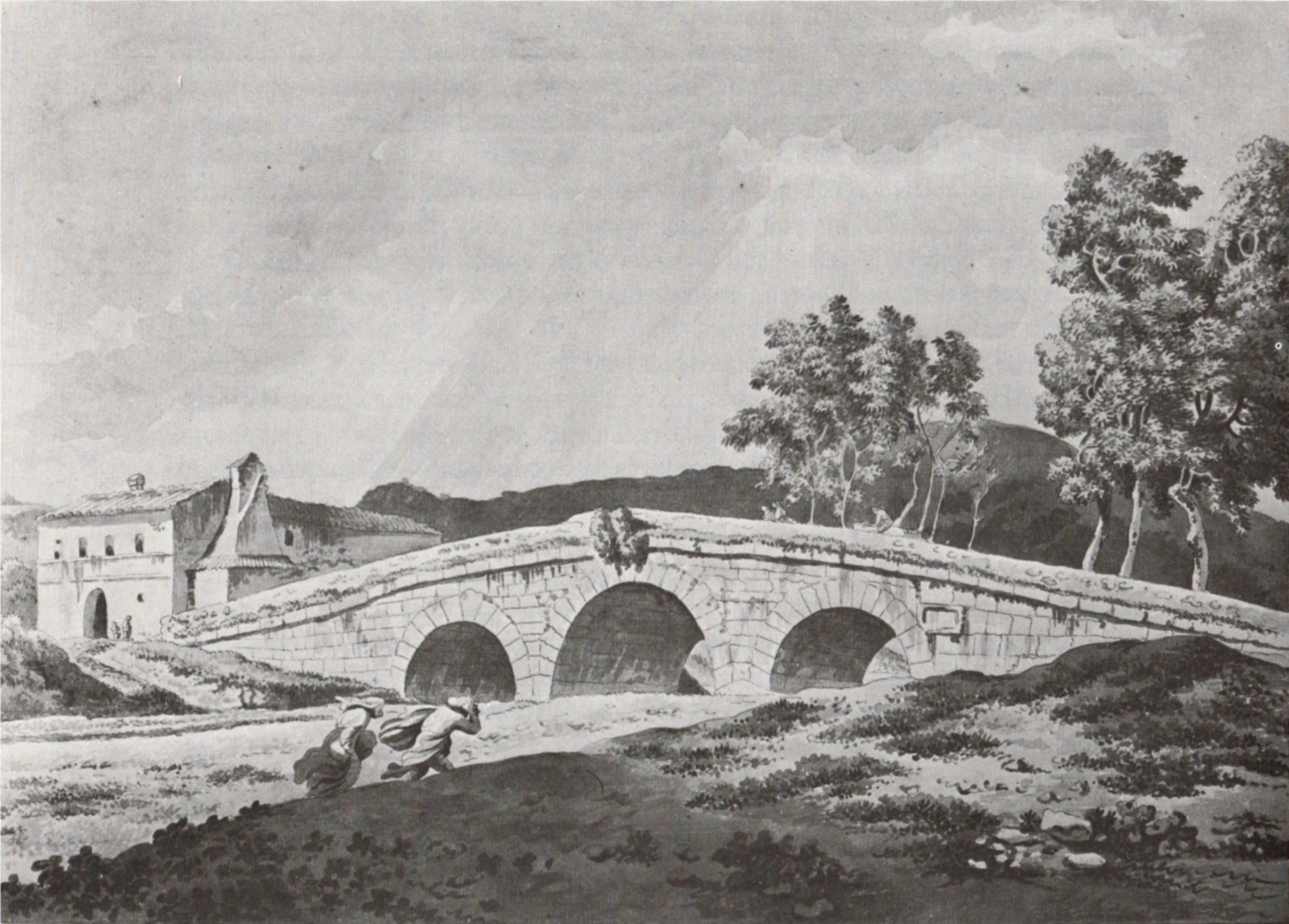
Il ponte Tufaro dipinto da Carlo Labruzzi

La via Appia di età romana, nel suo tratto da Caudium a Benevento, dopo aver varcato il passo di Sferracavallo seguiva a grandi linee il percorso del torrente Serretelle. Lo attraversava in tre ponti che si erano conservati in buono stato fino al 1943, quando furono distrutti dagli eventi della seconda guerra mondiale: il ponte Tufaro, il ponte di Apollosa e il ponte Corvo. Nei pressi della foce restano inoltre i ruderi del ponte delle Serretelle, di incerta datazione, che non sembra aver fatto parte della stessa strada.
Anche la moderna strada statale 7 Via Appia, ricalcando approssimativamente il tracciato antico, attraversa il Serretelle in più punti; ma si distacca dal suo fondovalle prima della Gran Potenza, restando a sud di essa.

## Fonti
- Almerico Meomartini, I monumenti e le opere d'arte della città di Benevento, Benevento, Tipografia di Luigi De Martini e figlio, 1889, ISBN non esistente. URL consultato il 22 gennaio 2025.
- Vittorio Galliazzo, I ponti romani, II, Treviso, Canova, 1994, ISBN 88-85066-66-6.
- Libera Esposito, Pietro Celico, Francesco M. Guadagno e Sabino Aquino, Carta Idrogeologica della Provincia di Benevento (Campania)-Scala 1:100.000, 2005. URL consultato il 22 gennaio 2025.
- Carta Geologica d'Italia. Benevento - Foglio 432, su ISPRA, 2009. URL consultato il 20 gennaio 2025.
- Carta Geologica d'Italia. Avellino - Foglio 449, su ISPRA, 2016. URL consultato il 20 gennaio 2025.
- Carta ittica Provincia di Benevento. Quadro conoscitivo e interpretativo delle risorse idrologiche della Provincia di Benevento (PDF), 18 aprile 2013. URL consultato il 20 gennaio 2025.
- L'alta via del Partenio. Dal Sentiero Italia ai percorsi del parco naturale (PDF), Comunità Montana del Partenio.
- Piano Faunistico-Venatorio Provinciale di Benevento 2020-2025, su CampaniaCaccia.